# Figueres
Figueres (katalánsky: [fiˈɣeɾəs]; španělsky: Figueras [fiˈɣeɾas]) je hlavní město comarky Alt Empordà v provincii Girona v Katalánsku ve Španělsku.
Město je rodištěm umělce Salvadora Dalího a nachází se zde Divadelní muzeum Salvadora Dalího, rozsáhlé muzeum navržené samotným Dalím, které přitahuje mnoho návštěvníků. Figueres je také rodištěm Narcíse Monturiola, vynálezce prvního úspěšného strojově poháněného ponorkového plavidla. Narodila se zde rovněž Mónica Naranjo, jedna z nejprodávanějších španělských zpěvaček 90. let 20. století a počátku 21. století.

## Historie
Figueres je rodištěm umělce Salvadora Dalího a právě Dalím v letech 1968–1974 vybudovaného Divadelního muzea Salvadora Dalího (Teatre-Museu Dalí). Tento divadelní svět geniálního umělce láká mnoho návštěvníků.
Ve Figueres se také narodil Narcís Monturiol, vynálezce první úspěšné strojem poháněné ponorky.

## Poloha
Figueres se nachází asi 40 km od Girony, 140 km od Barcelony, 60 km od Perpignanu a 50 km od letiště Girona Costa Brava. Město má vhodnou polohu, Figueres má železniční stanici kousek na východ od středu města. Od roku 2010 zde jezdí rychlovlaky.

## Galerie

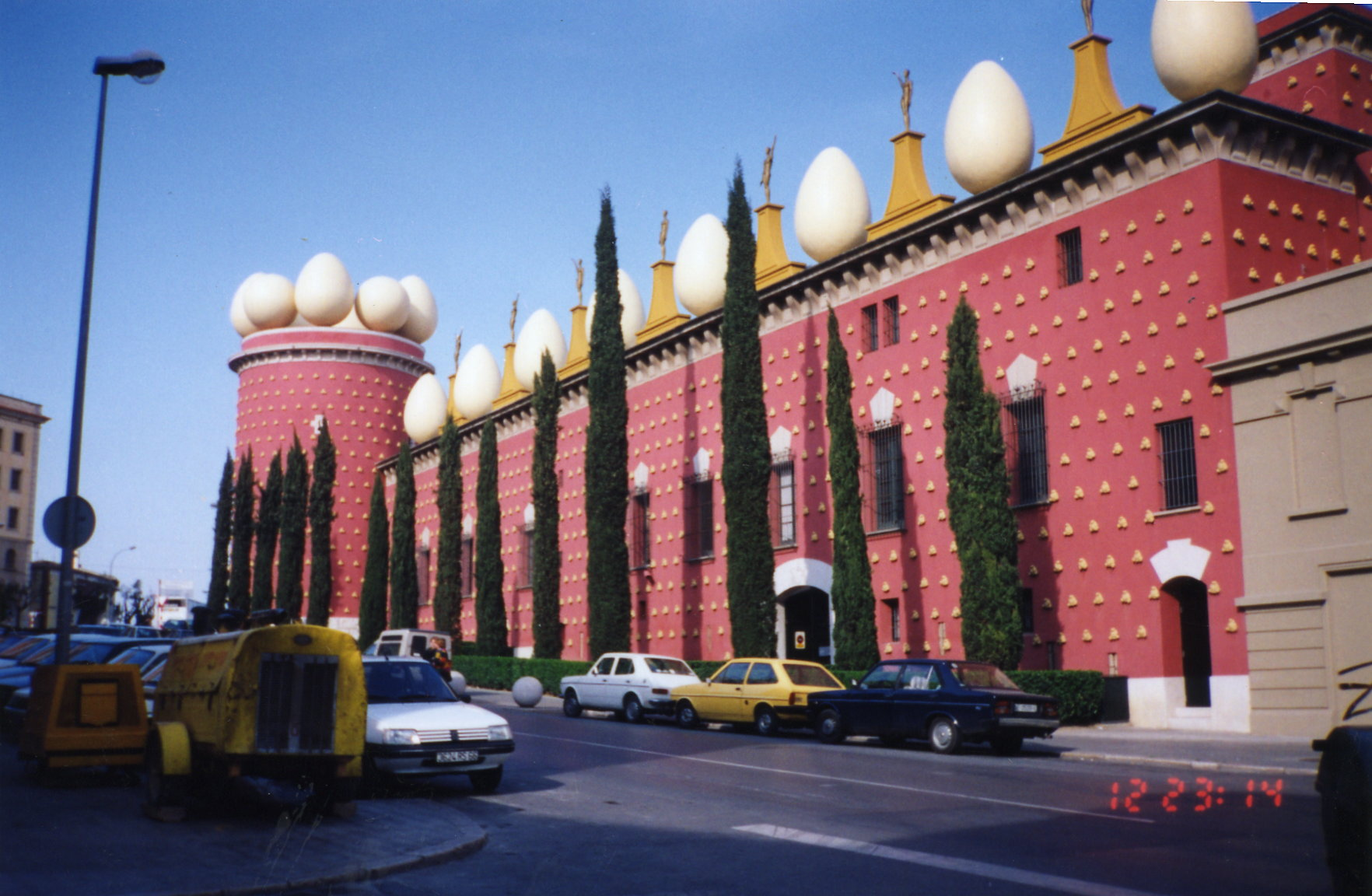
Fasáda muzea Dalí ve Figueres je zakončena řadou zlatých vajec
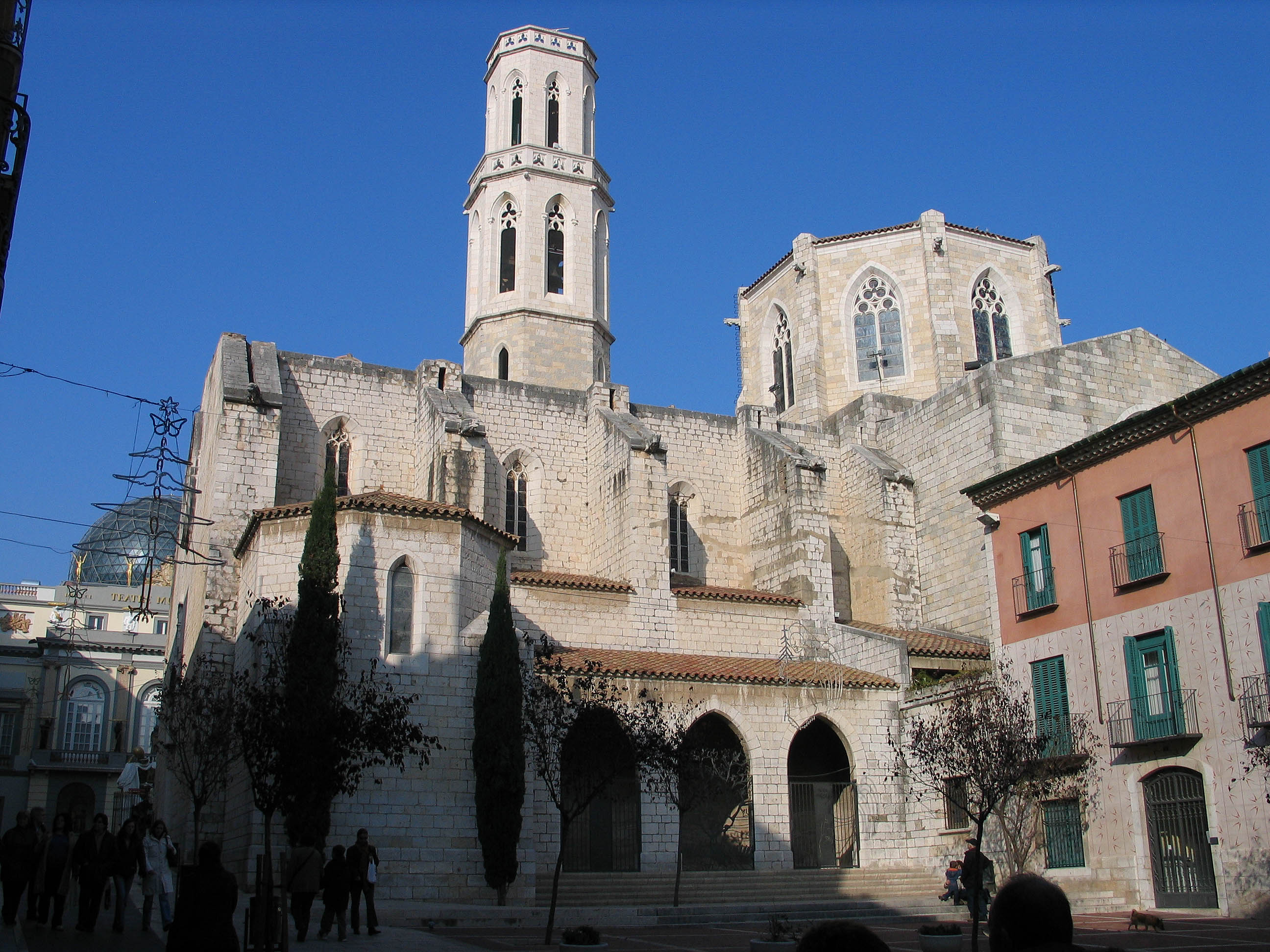
Kostel Sant Pere, Figueres
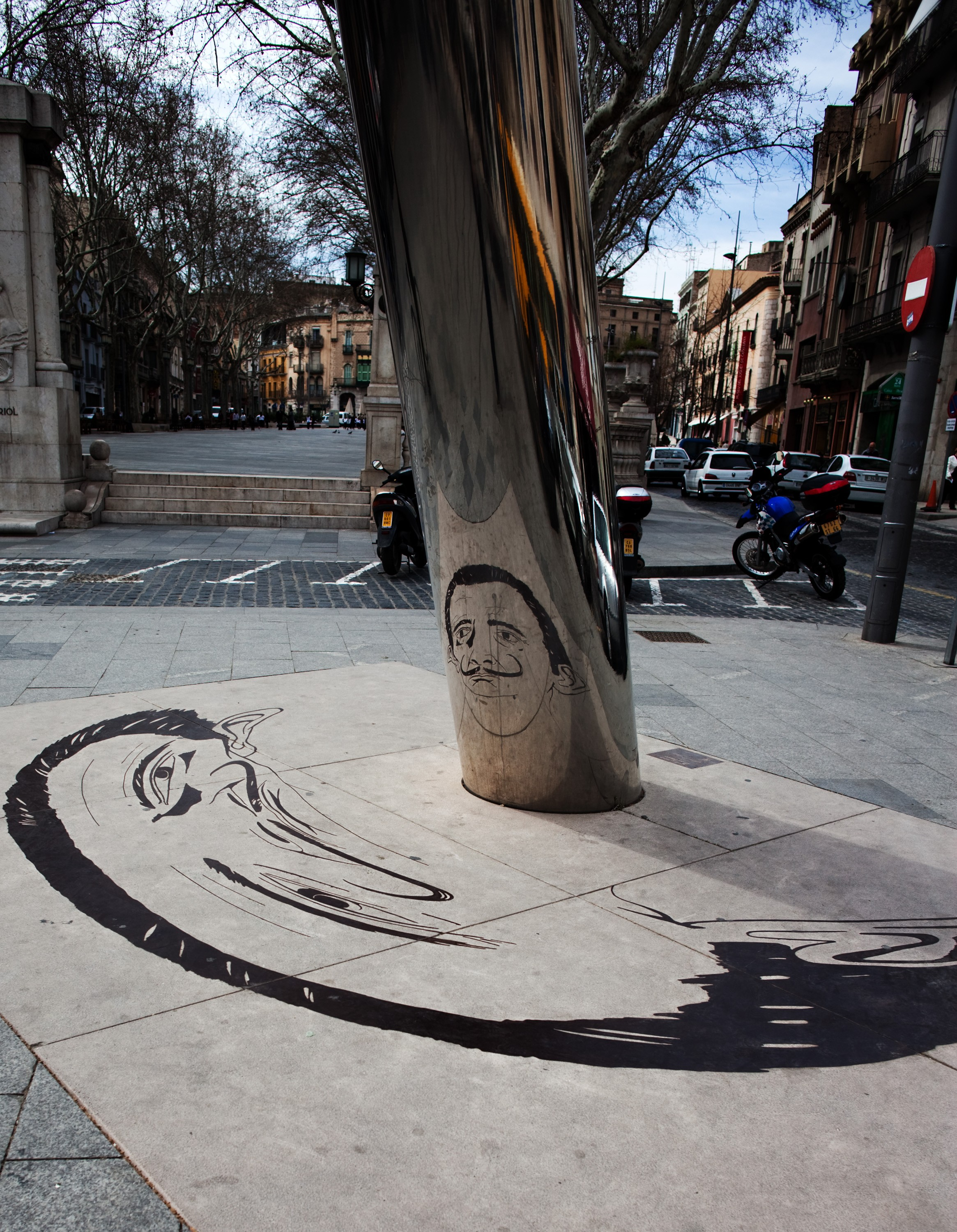
Pocta Dalímu